# Presbytini
Presbytini — триба в подсемействе тонкотелые обезьяны, включает 7 современных родов. Это приматы средней величины, как правило с длинным хвостом, живущие на деревьях и питающиеся в основном растительной пищей. Члены группы обитают в Южной и Юго-Восточной Азии.

## Классификация
- род Гульманы (Semnopithecus)
  - Semnopithecus schistaceus
  - Semnopithecus ajax
  - Semnopithecus hector
  - Гульман (Semnopithecus entellus)
  - Малабарский гульман (Semnopithecus hypoleucos)
  - Semnopithecus dussumieri
  - Semnopithecus priam
- род Кази (Trachypithecus)
  - Краснолицый гульман (Trachypithecus vetulus)
  - Капюшонный гульман (Trachypithecus johnii)
  - Блестящий гульман (Trachypithecus auratus)
  - Гривистый тонкотел (Trachypithecus cristatus)
  - Trachypithecus germaini
  - Тонкотел Барби (Trachypithecus barbei)
  - Очковый тонкотел (Trachypithecus obscurus)
  - Trachypithecus phayrei
  - Хохлатый тонкотел (Trachypithecus pileatus)
  - Trachypithecus shortridgei
  - Золотой лангур (Trachypithecus geei)
  - Тонкинский гульман (Trachypithecus francoisi)
  - Гололобый гульман (Trachypithecus hatinhensis)
  - Trachypithecus poliocephalus
  - Белолобый гульман (Trachypithecus laotum)
  - Белозадый гульман (Trachypithecus delacouri)
  - Trachypithecus ebenus
- род Лангуры (Presbytis)
  - Суматранский лангур (Presbytis melalophos)
  - Полосатый лангур (Presbytis femoralis)
  - Presbytis chrysomelas
  - Presbytis siamensis
  - Гололобый лангур (Presbytis frontata)
  - Сероватый лангур (Presbytis comata)
  - Presbytis thomasi
  - Presbytis hosei
  - Красный лангур (Presbytis rubicunda)
  - Ментавайский лангур (Presbytis potenziani)
  - Presbytis bicolor
  - Presbytis sumatrana
  - Presbytis mitrata
  - Presbytis robinsoni
  - Presbytis percura
  - Presbytis sabana
  - Presbytis canicrus
  - Presbytis siberu
  - Presbytis natunae
- род Пигатриксы (Pygathrix)
  - Немейский тонкотел (Pygathrix nemaeus)
  - Черноногий тонкотел (Pygathrix nigripes)
  - Pygathrix cinerea
- род Rhinopithecus
  - Рокселланов ринопитек (Rhinopithecus roxellana)
  - Чёрный ринопитек (Rhinopithecus bieti)
  - Гуйчжоуский тонкотел (Rhinopithecus brelichi)
  - Тонкинский ринопитек (Rhinopithecus avunculus)
  - Бирманская курносая обезьяна (Rhinopithecus strykeri)
- род Симиасы (Simias)
  - Одноцветный симиас (Simias concolor)
- род Носачи (Nasalis)
  - Носач (Nasalis larvatus)
- род † Мезопитеки (Mesopithecus)
  - † Mesopithecus pentelici